# Клаксвуйк

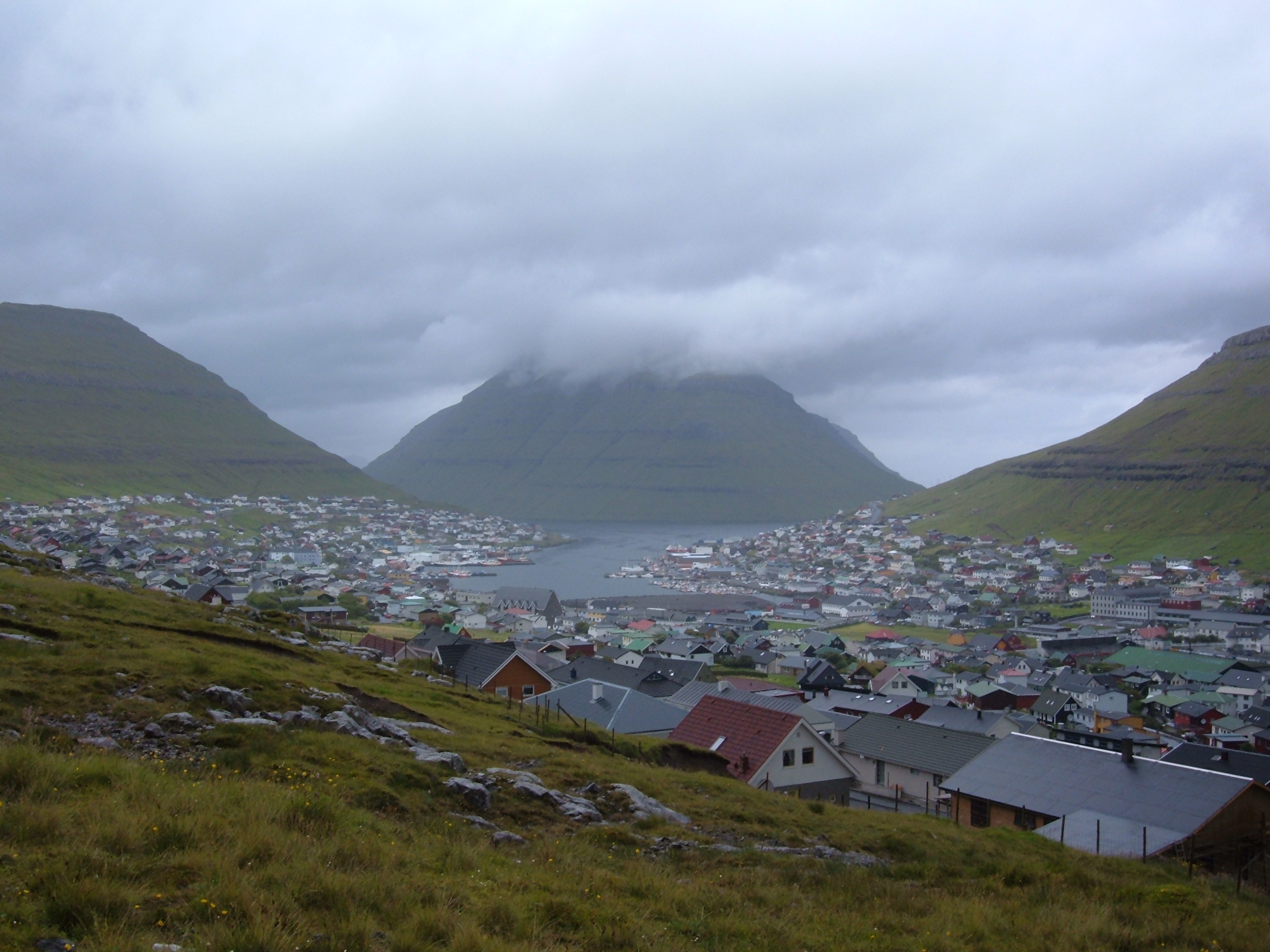
Клаксвуйк

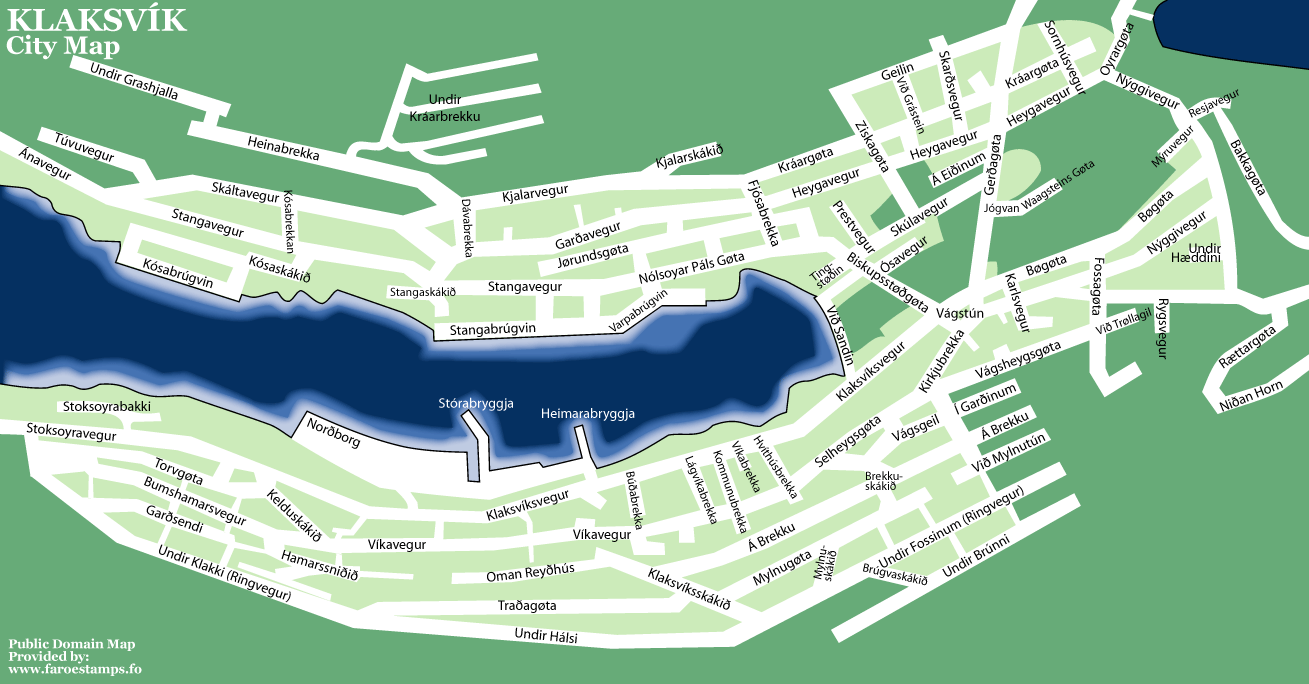
Карта города

Клаксвуйк (фар. Klaksvík, [ˈklakːsvʊik]) — второй по величине город и гавань Фарерских островов. Расположен на острове Борой, на оконечности двух заливов.
В Клаксвуйке, на стадионе «Инжектор Арена», проводит свои домашние матчи футбольный клуб «КИ Клаксвик».
Вид на г. Клаксвуйк изображен на 100-кроновой банкноте Фарерских островов.

## Этимология
Современное название города появилось недавно. Ранее поселение называлось Воавур (фар. Vágur), или, точнее, Норвури-и-Воави (фар. Norðuri í Vági), чтобы отличать его от другого старого поселения, Сувури-и-Воави (фар. Suðuri í Vági), расположенного на Сувурое.

## Города-побратимы
- — Уик, Шотландия, Великобритания
- — Грено, Дания
- — Коупавогюр, Исландия
- — Норрчёпинг, Швеция
- — Оденсе, Дания
- — Сисимиут, Гренландия
- — Тампере, Финляндия
- — Тронхейм, Норвегия

## Известные личности
- Анфинн Кадльсберг
- Гуннар Хельмер Томсен